# Зисман, Арон Ильич
Аро́н Ильи́ч Зи́сман (варианты отчества Ельевич или Израилевич; 1882, Оренбург — октябрь 1937, Актюбинск) — рабочий, член Всероссийского учредительного собрания.

## Биография
По происхождению из мещан. Национальность в некоторых документах указана как «русский». Получил начальное образование. По профессии часовщик. С 1903 года находился под полицейским надзором. С 1904 член партии эсеров. Сослан в Якутию, из ссылки дважды бежал. В 1910 году успешно бежал из ссылки в Енисейской губернии, жил в эмиграции. С мая 1917 член исполкома Боткинского Совета, в июле переехал в Нижний Тагил. Работал на Нижне-Тагильском заводе. Делегат II Всероссийского съезда крестьянских депутатов. В конце 1917 года был избран во Всероссийское учредительное собрание в Пермском избирательном округе по списку № 2 (эсеры и Совет Крестьянских депутатов). Участвовал в заседания Учредительного собрания 5 января 1918 года. 18 сентября 1918 года присутствовал на заседании государственного совета в городе Уфе, вступил в Комуч, но на заседании не выступал, и в списке Комуча о нём нет никаких данных.
Осенью 1930 года арестован по делу о «Ташкентской платформе Партии социалистов-революционеров», но в ночь с 5 на 6 сентября, как и другие члены партии эсеров, показаний по этому делу не дал. В Актюбинске работал механиком. 6 февраля 1937 года арестован УНКВД по Актюбинской области. 22 сентября 1937 года внесён в «расстрельный список» по «первой категории» (расстрел), одобренный и подписанный Сталиным, Молотовым, Ждановым. Осужден Военной коллегией Верховного суда СССР по обвинению по статьям 58-8, 58-11 УК РСФСР (терроризм, участие в антисоветской организации), расстрелян. 28 мая 1992 года реабилитирован Актюбинской областной прокуратурой на основании Указ Президента СССР от 13 августа 1990.